# Venø

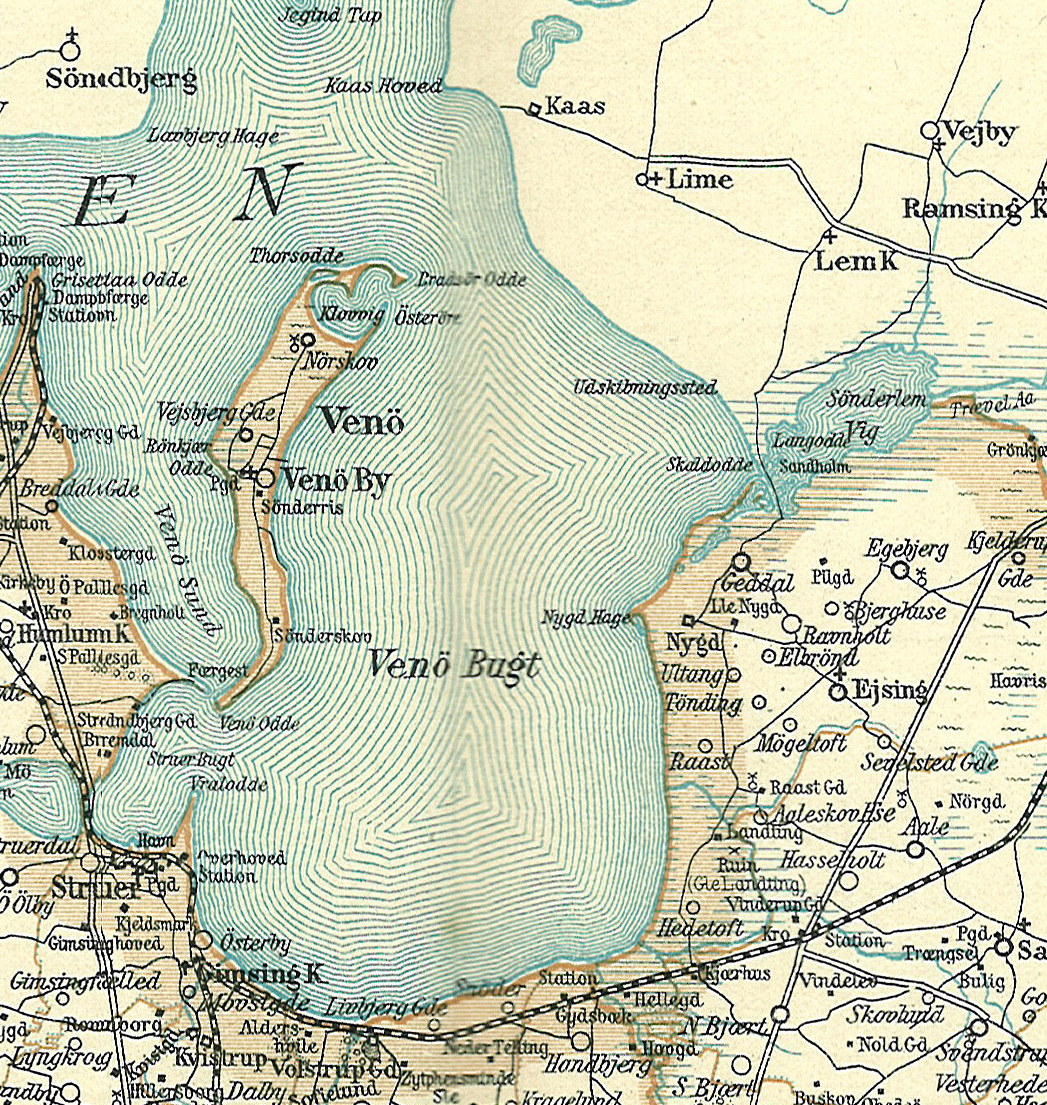
Karte

Venø (oder Venö) ist eine Insel im dänischen Limfjord nördlich von Struer. Sie ist ca. 7,5 km lang, bis zu 1,5 km breit und hat eine Fläche von etwa 6,46 km².

## Beschreibung
Die Insel bildet eine eigene Kirchspielsgemeinde Venø Sogn, die bis 1970 zur Harde Skodborg Herred im damaligen Ringkøbing Amt gehörte, danach zur Struer Kommune im erweiterten Ringkjøbing Amt, die im Zuge der Kommunalreform zum 1. Januar 2007 in der „neuen“ Struer Kommune in der Region Midtjylland aufging. Die Insel hat 166 Einwohner (1. Januar 2023).
Einziger Ort auf der Insel ist Venø By.
Auf Venø liegt eine Efterskole und ein Campingplatz, es gibt einen Laden mit Imbiss im Hafen und eine Gaststätte (Kro). Auf der Insel wird Landwirtschaft betrieben. Bekannt ist der Anbau einer eigenen Kartoffelsorte und die Schafzucht.
Im Norden der Insel befindet sich ein von Nehrungen umschlossener, herzförmiger Strandsee (Nørskov Vig, auch Klovvig genannt). Die dänische Bezeichnung für eine solche morphologische Erscheinung lautet „Vinkelforland“. Hierunter werden die Entwicklungsstufen zu einem Vorland verstanden, dessen Entstehung auf das Zusammenwachsen von zwei oder mehreren Landzungen (Nehrungen) zurückgeht, so dass diese mit der Zeit eine Bucht zu einem Haff oder Bodden umformen und schließlich vollständig vom offenen Meer abschnüren. Der so entstandene Strandsee verlandet danach allmählich. Auf Venø ist ein solcher Strandsee bereits entstanden, aber die Verlandung ist noch nicht eingetreten.
Zwar gibt es in Dänemark einige Gebiete mit einem solchen Vinkelforland, jedoch repräsentiert das Vinkelforland von Venø eine Entwicklungsphase, die so an keinem anderen Ort Dänemarks anzutreffen ist. Das Gebiet gehört daher zu den rund 200 besonders geschützten "Gebieten von nationalem geologischem Interesse" (områder af national geologisk interesse) Dänemarks. In dem Gebiet ist ein großes Vogelschutzgebiet errichtet worden.
Die Kirche im Ort (Venø Kirke) gehört zu den kleinsten Kirchen Dänemarks.
Venø gehört zum Verband dänischer Kleininseln.

## Verkehr
Auf der Insel gibt es einen kleinen Yachthafen. Die Fährverbindung von Venø Færgefart zum Festland ist mit 266 m Länge die kürzeste Autofährenstrecke Dänemarks. Venø By ist mit einer von Midttrafik betriebenen Busverbindung (Venø bussen, Nr. 346) sechsmal an Werktagen sowie zweimal an Samstagen und Sonntagen direkt mit dem Bahnhof in Struer verbunden.